# Lubcz Mały
Lubcz Mały (prononciation : [ˈlupt͡ʂ ˈmawɨ]) est un  village polonais de la gmina de Krzyż Wielkopolski dans le powiat de Czarnków-Trzcianka de la voïvodie de Grande-Pologne dans le centre-ouest de la Pologne.
Il se situe à environ 5 kilomètres au nord-est de Krzyż Wielkopolski (siège de la gmina), à 34 kilomètres à l'ouest de Czarnków (siège du powiat), et à 80 kilomètres au nord-ouest de Poznań (capitale de la Grande-Pologne).

## Histoire
De 1975 à 1998, le village faisait partie du territoire de la voïvodie de Piła.

Depuis 1999, Lubcz Mały est situé dans la voïvodie de Grande-Pologne.